# Queer Eye (2018)
Queer Eye es una serie original de Netflix, estrenada el 7 de febrero de 2018. Es un reboot de la serie original de Bravo Queer Eye, con un nuevo grupo de Fab Five.

## Reparto principal
El reparto compuesto por 5 chicos, conocidos como Fab Five, asesores expertos en una materia determinada.
- Antoni Porowski - Gastronomía
- Tan France - Moda
- Karamo Brown - Cultura
- Bobby Berk - Diseño
- Jonathan Van Ness - Estética

## Producción
Los créditos como creador se corresponden a David Collins. En contraste a la serie original, la primera temporada del reboot fue filmada en el área de Atlanta en vez del área de Nueva York. David Collins ha dicho que está interesado en filmar una temporada de Queer Eye en el Medio Oeste americano y que le gustaría traer al Fab Five a su ciudad natal, Cincinnati: "Soy de Cincinnati, Ohio, nacido y criado. Me gustaría ir a la región triestatal de Ohio, Indiana y Kentucky, porque te puedes asentar en Cincinnati e ir a través del puente a Kentucky e ir por la interestatal a Indiana". A pesar de que la temporada 3 no ha sido oficialmente confirmada, medios locales han informado que se estarían llevando a cabo castings en Kansas, Misuri. De acuerdo a los castings, la tercera temporada se comenzaría a grabar en otoño de 2018. Medios no oficiales dicen haber escuchado de Benja que el primer capítulo de la tercera temporada incluirá algunos miembros de su familia.

## Estreno
Los 8 primeros episodios, correspondientes a la primera temporada, fueron estrenados el 7 de febrero de 2018. Como hace Netflix con todas sus series originales. En Netflix España tiene una calificación por edades para mayores de 13 años.
La serie fue renovada por una segunda temporada de 8 episodios, la cual fue estrenada el 15 de junio de 2018. En una entrevista para Variety, el experto de diseño de interiores, Bobby Berk declaró que temporada 2 se estuvo filmando justo al final de la temporada 1. La nueva temporada estrena nueva canción de cabecera por Betty Who. Por primera vez el programa incluye la transformación de una persona transgénero llamado Skyler. Otras transformaciones incluyen a un empleado de Walmart, un músico joven, un alcalde, un superviviente de cáncer y un chico que intenta terminar la carrera.
Además, el 6 de junio de 2018 se supo que se estaba grabando un especial en la ciudad australiana de Yass. Yass, según se dice, fue escogida debido a que "su nombre es parecido al término favorito de los chicos: yaass". El término "yas" se originó y es propio de la cultura LGBT. El episodio especial fue lanzado online el 21 de junio de 2018.

## Episodios
| Temporada | Temporada | Episodios | Episodios | Lanzamiento original    | Lanzamiento original    |
| --------- | --------- | --------- | --------- | ----------------------- | ----------------------- |
|           | 1         | 8         | 8         | 7 de febrero de 2018    | 7 de febrero de 2018    |
|           | 2         | 8         | 8         | 15 de junio de 2018     | 15 de junio de 2018     |
|           | Especial  | Especial  | Especial  | 21 de junio de 2018     | 21 de junio de 2018     |
|           | 3         | 8         | 8         | 15 de marzo de 2019     | 15 de marzo de 2019     |
|           | 4         | 8         | 8         | 19 de julio de 2019     | 19 de julio de 2019     |
|           | Japón     | 4         | 4         | 1 de noviembre de 2019  | 1 de noviembre de 2019  |
|           | 5         | 10        | 10        | 5 de junio de 2020      | 5 de junio de 2020      |
|           | Especial  | Especial  | Especial  | 7 de julio de 2021      | 7 de julio de 2021      |
|           | 6         | 10        | 10        | 31 de diciembre de 2021 | 31 de diciembre de 2021 |

## Recepción
Según el agregador de reseñas Rotten Tomatoes, la primera temporada alcanza un índice de aprobación del 96%, basado en 24 revisiones, y una nota media de 7,92 puntos sobre 10. El consenso crítico del sitio web dice «Queer Eye se adapta para una era diferente sin perder su estilo, encanto o sentido del humor. Probando que la fórmula del programa sigue tan dulcemente adictiva incluso con el cambio de localización y del nuevo grupo de presentadores». En Metacritic, la misma temporada tiene una puntuación media de 73 sobre 100, basado en el análisis de siete críticos, indicando «reseñas generalmente favorables».